# マルティン・ルター大学ハレ・ヴィッテンベルク

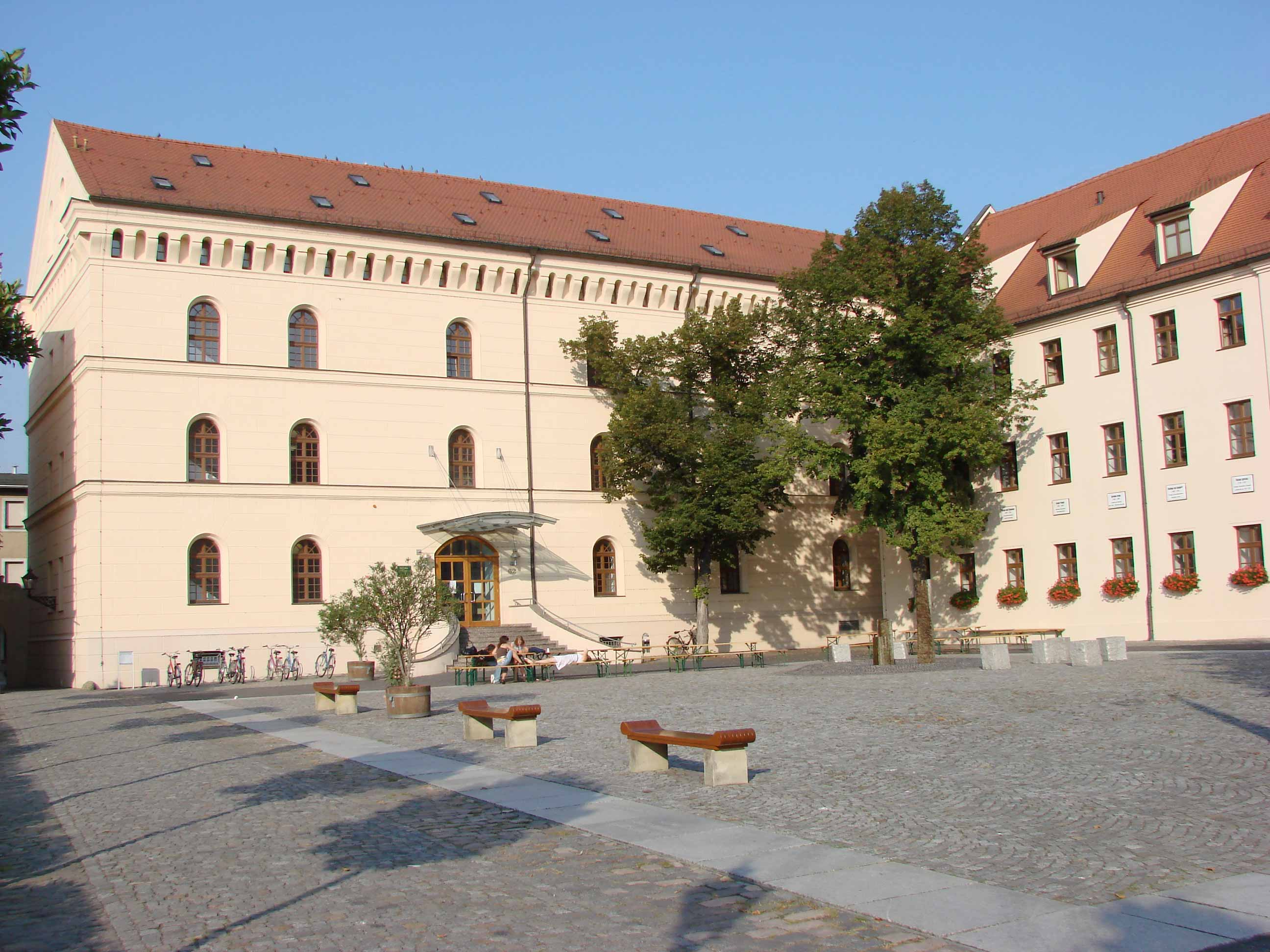
ヴィッテンベルクのロイコレア校舎

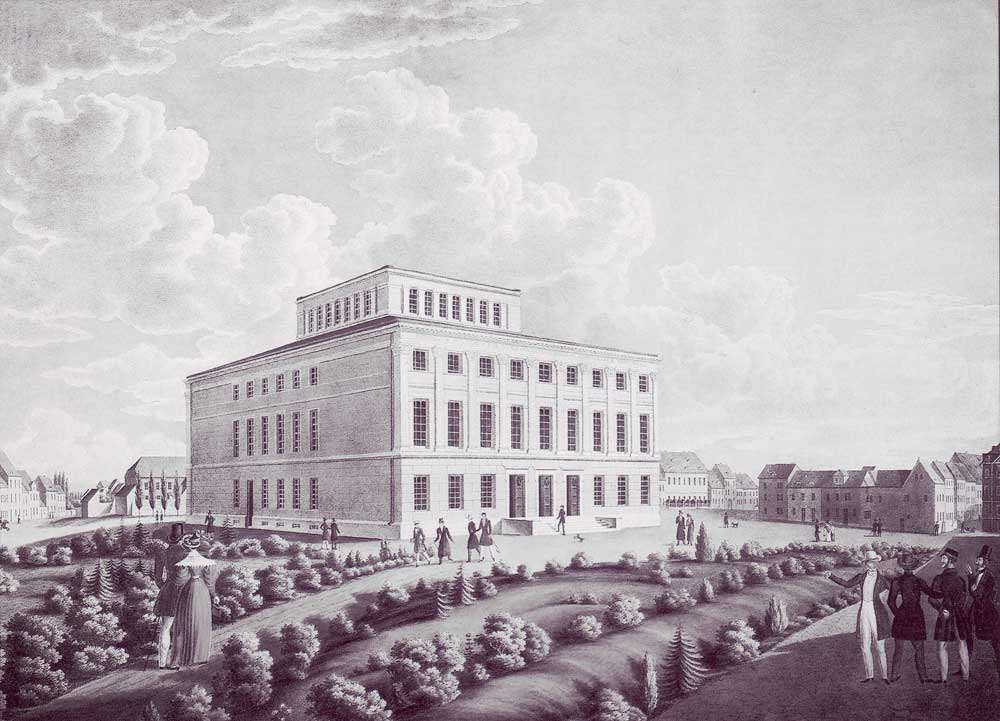
1836年のハレ大学

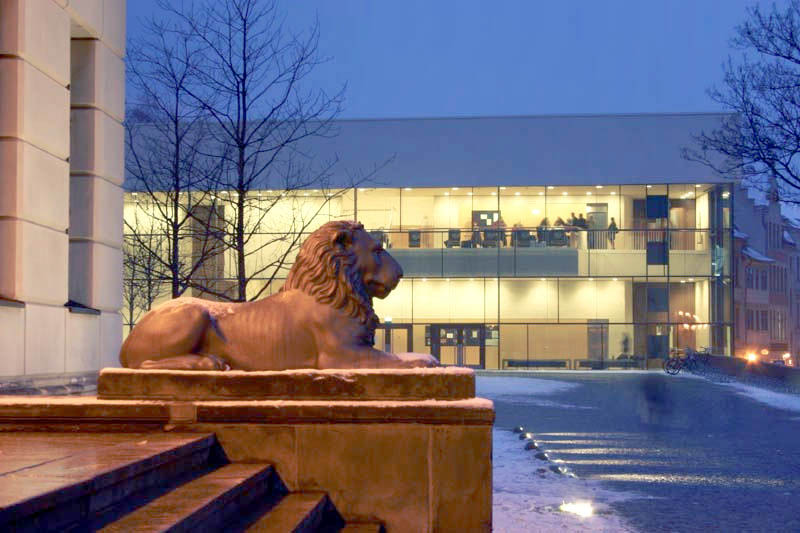
ライオン像(手前)と大講堂Audimax(奥)

マルティン・ルター大学ハレ・ヴィッテンベルク（マルティン・ルターだいがくハレ・ヴィッテンベルク、独：Martin-Luther-Universität Halle-Wittenberg、英：Martin Luther University of Halle-Wittenberg）は、ドイツ・ザクセン＝アンハルト州のハレ (ザーレ)とルターシュタット・ヴィッテンベルクを所在地とする公立大学。略称はMLU。
1817年、ヴィッテンベルク大学（1502年設立）とハレ大学（1694年設立）の合併により設立した。学名は、プロテスタントの改革者でヴィッテンベルクで教鞭をとっていたマルティン・ルターに因んで名付けられる。大学自体はハレにあり、ヴィッテンベルクにある運営のロイコレア財団は、MLUのセミナーや学術・政治会議のためのコンベンションセンター（およびホテル）として機能している。ハレとヴィッテンベルクのどちらも、ICE列車でベルリンから約1時間（ベルリン-ハレ線）のところにある。

## 歴史
ヴィッテンベルク大学は1502年、ザクセン選帝侯フリードリヒ3世が設立した。1517年、95か条の論題（カトリック教会が行っていた贖宥状（免罪符）の販売に対する批判）がマインツ大司教に届けられた時は、同大学の基盤が厳しく批判された。ルターの書いた告発文から、アルブレヒト・ブランデンブルク大司教（贖宥状の販売元）は最近設立された大学を異端な考えを育成する場だと見なして、これを批判したのである。一方で、ルターの論考に影響を受けたフィリップ・メランヒトンの活動により同大学は宗教改革の中心地となった。著名な出身者にはゲオルク・レティクスらがおり、フィクションの世界であるが、シェイクスピアの『ハムレット』に登場するハムレット王子やクリストファー・マーロウのフォースタス博士もここで学んだことになっている。
ハレ大学は1694年、ブランデンブルク選帝侯フリードリヒ3世（1701年からは初代プロイセン王フリードリヒ1世）により設立された。プロイセンにおける敬虔主義の中心となる。著名な出身者にはゲオルク・フリードリヒ・ヘンデル（法律を学ぶ）らがいる。
両大学とも17世紀、18世紀にはドイツ啓蒙時代を中核として支えた。合理主義哲学を推進したクリスティアン・ヴォルフはカントらに影響を与え、同じころクリスティアン・トマジウスはドイツの哲学者として初めて講義をラテン語ではなくドイツ語で行っている。トマジウスは合理主義哲学の発展に寄与し、それまで疑われることのなかった貴族政治と神学の優位性に異を唱える、より公正な観点の確立を目指した。
教育言語としてドイツ語採用の制度化、宗教正統教義よりも合理主義に高い優先順位、教授自身に研究の引継ぎ管理を委ねる、といった様々な改革がハレ大学の特徴として行われ、ハレは最初の「近代的な」大学と呼ばれるようになった。こうした自由主義は一世代遅れてゲッティンゲン大学で採択され、続いて他のドイツやほとんどの北米の大学でも採用された。
ヴィッテンベルク大学はナポレオン戦争中の1813年に閉鎖された。1815年のウィーン会議でヴィッテンベルクがプロイセンに割譲され、1817年に大学もハレ大学に統合された。統合後の著名な出身者にはジョージ・ミュラー（神学を学ぶ）らがいる。1933年11月10日に、現在の名称となった。

### ナチス時代
詳細記事は、ナチスドイツの大学教育を参照のこと。
12名以上の教授が追放された。当時「より良い」と評価された大学教授はハレ・ヴィッテンベルク大学へと異動させられたため、この大学は学術界のヴォルクタ（この旧ソビエト連邦の都市にヨーロッパ側で最大の強制労働収容所があった）と呼ばれた。

## 組織
- 神学部
- 法・経済学部
- 医学部
- 第一哲学部 (社会科学、歴史文化学)
- 第二哲学部 (文献学、コミュニケーション学、音楽学)
- 第三哲学部 (教育学)
- 第一自然科学部 (生物学)
- 第二自然科学部 (化学、物理学)
- 第三自然科学部 (農学、地質学、数学、情報科学)
- 工学センター(工学部)

## 協力研究機関
- Deutsche Akademie der Naturforscher Leopoldina
- Institut für Wirtschaftsforschung Halle
- フラウンホーファー研究機構材料力学研究所
- Leibniz-Institut für Agrarentwicklung in Mittel- und Osteuropa
- Leibniz-Institut für Pflanzenbiochemie
- Max-Planck-Forschungsstelle für Enzymologie der Proteinfaltung
- Max-Planck-Institut für ethnologische Forschung
- Max-Planck-Institut für Mikrostrukturphysik
- Helmholtz-Zentrum für Umweltforschung – UFZ

## 海外提携大学
- アメリカ合衆国：サウスカロライナ大学、アラバマ大学、フロリダ大学、イリノイ工科大学
- アルゼンチン：国立ラプラタ大学
- イスラエル：テルアビブ大学、ベン＝グリオン大学、バル＝イラン大学
- イタリア：パレルモ大学、ピサ大学
- インド：ジャワハルラール・ネルー大学
- オーストラリア：クイーンズランド大学
- オーストリア：ヨハネス・ケプラー大学（リンツ大学）
- カナダ：オタワ大学
- 韓国：ハンバッ大学校
- シリア：ダマスカス大学、アラブ国際大学
- スペイン：アルカラ大学
- スロバキア：コメニウス大学、スロバキア工科大学
- 中国：北京化工大学
- 日本：東京大学、早稲田大学、慶應義塾大学、上智大学、獨協大学、専修大学、武蔵大学、麗澤大学
- ハンガリー：セゲド大学
- フランス：シャルル・ド・ゴール大学（リール第3大学）、パリ第10大学
- ペルー：国立サンマルコス大学
- ポーランド：グダニスク大学、シレジア工科大学、ヤン・コハノフスキ大学、アダム・ミツキェヴィチ大学、ポズナニ医科大学
- 南アフリカ：プレトリア大学、ステレンボッシュ大学
- モーリシャス：モーリシャス大学
- モンゴル：モンゴル国立大学
- ルーマニア：バベシュ・ボヨイ大学
- ロシア：モスクワ大学、モスクワ市立教育大学、スモレンスク人文大学、バシュキル国立大学、ボロネジ国立大学、ドゥブナ合同原子核研究所
- フィンランド：ユヴァスキュラ大学

## ゆかりの人物
- パウル・ティリッヒ
- オットー・フェルディナンド・フォン・トラウン
- フリードリヒ・シュライアマハー
- ニコラウス・フォン・ツィンツェンドルフ
- ヨハン・フリードリヒ・メッケル
- エドゥアルト・ハイネ
- カール・エーベルト
- エミール・アドルフ・フォン・ベーリング
- ヘルマン・リーツ
- ゲオルク・カントール
- ゲオルク・フリードリヒ・ヘンデル
- グスタフ・ヘルツ
- カール・ツィーグラー
- ミカエル・アグリコラ
- パウル・ゲルハルト
- ヨハン・フォースター
- ヨハン・クリストフ・グーツ・ムーツ
- ルートヴィヒ・ティーク
- クレメンス・ブレンターノ
- アヒム・フォン・アルニム
- ヨーゼフ・フォン・アイヒェンドルフ
- クルト・シューマッハー
- クルト・リュートゲン
- ハンス＝ディートリヒ・ゲンシャー
- トマス・アプト
- アントン・ド・バリー
- カール・フォン・バセドウ
- ヤン・ブラホスラフ
- エルンスト1世 (ブラウンシュヴァイク＝リューネブルク公)
- ヘルマン・コーエン
- ヨハン・クリューガー
- リヒャルト・ヴァルター・ダレ
- クリストフ・デマンティウス
- ヨハン・ドッペルマイヤー
- ヨハン・エドゥアルト・エルトマン
- ゲオルク・フォルスター
- ハンス＝ディートリヒ・ゲンシャー
- ルドルフ・ハイム
- パトリック・ハミルトン
- スヴェン・ヘディン
- エトムント・フッサール
- カール・インマーマン
- 新渡戸稲造
- カール・レーヴェ
- フリードリヒ・フーケ
- フリードリッヒ・モース
- フレデリック・ミューレンバーグ
- ペーター・ジーモン・パラス
- エラスムス・ラインホルト
- ユリウス・ロイプケ
- ヨハン・カール・ローゼンクランツ
- フリードリヒ・カール・フォン・サヴィニー
- マックス・シェーラー
- フィリップ・シュペーナー
- オスヴァルト・シュペングラー
- ゲオルク・シュタール
- ヘルマン・シュタウディンガー
- ヨハン・フリードリヒ・ストルーエンセ
- カール・シュトゥンプ
- ユーゴー・ド・フリース
- ヴィルヘルム・ヴェーバー
- ユリウス・ヴェルハウゼン
- ヨハン・ヨアヒム・ヴィンケルマン
- フリードリヒ・アウグスト・ヴォルフ
- クリスティアン・ヴォルフ
- レーオポルト・ツンツ